# Pape Diouf (football)
Pour les articles homonymes, voir Diouf et Pape Diouf.
Mababa Diouf, dit Papa Diouf ou Pape Diouf, né le 18 décembre 1951 à Abéché au Tchad et mort le 31 mars 2020 à Dakar au Sénégal, est une personnalité franco-sénégalaise du football. Journaliste sportif, puis agent de joueurs, il est président de l'Olympique de Marseille de 2005 à 2009.
Descendant d'une famille militaire sénégalaise, Pape Diouf arrive en France à 18 ans et se lance après des études de sciences politiques dans le métier de journaliste sportif auprès du journal communiste La Marseillaise dans sa rubrique football et chroniqueur de la vie sportive marseillaise dont l'Olympique de Marseille durant les années 1970 et 1980. Il rejoint fin des années 1990 le quotidien Le Sport censé concurrencer L'Équipe sans y parvenir.
Lié à des amitiés dans le football, il devient alors agent de joueurs dans les années 1990 jusqu'en 2004. Cette année-là, il intègre le club de l'Olympique de Marseille en tant que manager général puis président du directoire avant d'être nommé président en 2005, étant le premier, et seul depuis, président noir d'un club professionnel français. Il reste quatre années à ce poste avant d'être débarqué en 2009 à la suite de désaccords internes. Bien que sous sa présidence le club ne remporte pas de trophée, il lui permet rester dans le top 5 du classement du Championnat de France et de retrouver une stabilité malgré une période financièrement difficile. Il prend part par la suite à la création d'une école de journalisme à Marseille et à des colloques sur le football et partage sa vie entre la France et le Sénégal. Il meurt à Dakar à l'âge de 68 ans, victime de la pandémie de Covid-19.

## Biographie
Pape Diouf est né à Abéché au Tchad alors encore colonie française et où son père militaire, Demba Diouf, d'origine sénégalaise, porte drapeau des Forces françaises libres et gaulliste, était responsable du garage de l'armée française à Fort-Lamy (aujourd'hui N'Djamena). Sa mère se prénomme Aminata, seconde épouse de son père polygame. Il est issu d'une famille de huit enfants. Son prénom Mababa est en hommage à son grand-père qui en diminutif devient Papa ou Pape. À ses six mois, ses parents reviennent au Sénégal, pays de sa famille d'ethnie sérère et de confession musulmane. Il vit chez son oncle Jean Paul, par tradition africaine, à Richard-Toll (le bastion sucrier du Sénégal), puis en Mauritanie où il effectue sa scolarité de six à dix ans. Il réintègre Dakar pour son entrée en CM1. Il a passé ainsi deux ans au collège Saint-Michel puis au Sacré-Cœur, dans le même groupe scolaire catholique. À l'âge de 17 ans, son père décide de l'envoyer à Marseille à la fin de sa seconde pour y passer son baccalauréat.

### Journaliste sportif
Pape Diouf débarque à Marseille à l'âge de 18 ans, avec pour injonction paternelle de devenir militaire comme son père qui s'est battu pour la France pendant la Seconde Guerre mondiale. Mais Pape Diouf ne l'entend pas de cette oreille, et décide de vivre selon ses choix. Parallèlement à ses études à l'Institut d'études politiques d'Aix-en-Provence, il entre finalement aux PTT. Il abandonne alors ses études. Il y rencontre Tony Salvatori, multiple champion de France et international de chasse sous-marine, employé comme lui des Postes, qui le fera entrer comme pigiste au journal communiste La Marseillaise. Peu de temps après, il est embauché à temps plein, avec pour mission de « couvrir » l'actualité de l'Olympique de Marseille. Douze ans après son entrée au journal, il rejoint le quotidien national sportif Le Sport, lancé par Xavier Couture. Mais l'aventure tourne court car le quotidien dépose le bilan.

### Agent de joueurs
À la suite de cette déconvenue, Pape Diouf organise en Afrique des matches de gala en hommage à des légendes du football comme Roger Milla et Eusebio. C'est à ce moment que lui vient l'idée de devenir agent de joueurs. Ses premiers joueurs sous contrat sont Basile Boli et Joseph-Antoine Bell, tous deux évoluant à l'Olympique de Marseille. Plus tard, il deviendra notamment l'agent de Marcel Desailly, Grégory Coupet, Sylvain Armand, Laurent Robert, Roger Boli, Abedi Pelé, David Sommeil, Marc-Vivien Foé, Frédéric Kanouté, Noureddine Naybet, Didier Drogba, William Gallas ou Samir Nasri (depuis l'âge de 13 ans).

### Dirigeant de club
En 2004, Pape Diouf rejoint l'Olympique de Marseille comme manager général du club, chargé des affaires sportives. Après le départ de Christophe Bouchet à l'automne 2004, il est nommé président du directoire de l'Olympique de Marseille par le conseil de surveillance du club, au sein d'un triumvirat composé également de Vivian Corzani pour l'administratif et de Philippe Meurice pour les finances. Le 2 février 2005, il devient président de l'Olympique de Marseille sous l'influence de l'actionnaire majoritaire, Robert Louis-Dreyfus.
En 2006, il est à l'origine d'une décision controversée d'aligner une équipe bis de l'Olympique de Marseille face au Paris SG pour le compte de la 30e journée de championnat de Ligue 1. Il avait en effet refusé d'envoyer l'équipe des titulaires, arguant du non-respect par les services de sécurité du PSG des normes de sécurité concernant l'accueil des supporters marseillais au Parc des Princes. Cette décision lui a attiré les foudres d'une partie du public français, de la Ligue de football professionnel et du diffuseur exclusif du championnat, Canal+ ; mais elle lui a aussi permis de faire l'union sacrée autour de lui parmi les supporters olympiens. Ce match se terminera par un inattendu 0-0 au terme d'un match fermé.
Sous sa présidence, l'Olympique de Marseille progresse régulièrement dans la hiérarchie française (5e en 2005-2006, puis 2e en 2006-2007, 3e en 2007-2008, et 2e en 2008-2009), en se qualifiant très régulièrement en Ligue des Champions. Il accède également deux fois d'affilée à la finale de la Coupe de France (perdues en 2006 face au Paris Saint-Germain et en 2007 face au FC Sochaux-Montbéliard).
Enfin, il demeure à ce jour le seul dirigeant noir d'un club évoluant en première division dans toute l'Europe. « « Je suis le seul président noir d'un club en Europe. C'est un constat pénible, à l'image de la société européenne et, surtout, française, qui exclut les minorités ethniques.» » Pape Diouf livre un diagnostic passablement désabusé sur l'intégration à la française.
En raison d'absences répétées au conseil de surveillance de l'OM ainsi que des conflits avec le président de ce conseil, Vincent Labrune, Robert Louis-Dreyfus décide de se séparer de Pape Diouf le 17 juin 2009 après plus de quatre ans de présidence.
Il peut être considéré comme l'un des acteurs majeurs du renouveau de l'OM en cette fin des années 2000 en ayant ramené puis maintenu le club durant trois années en Ligue des Champions.
Il est mis en examen en 2016 pour abus de biens sociaux et association de malfaiteurs dans une affaire liée aux transferts de certains joueurs. Sa mise en examen est annulée et il est placé sous le statut de témoin assisté en 2018.

### L'après-OM
Pape Diouf est à partir de 2010, aux côtés de Jean-Pierre Foucault, actionnaire de l’European Communication School et de l’Institut européen de journalisme à Marseille. Dans une interview en avril 2011 il déclare ne pas spécialement rejeter le milieu du football malgré son éviction du club olympien, et ajoute que le football n'est pas plus pourri que le milieu de la politique, de la santé ou du cinéma. En 2012, il est nommé chevalier de la Légion d'honneur par le président François Hollande. Les insignes lui sont remis par le président de la République, le 9 octobre 2013, lors d'une cérémonie collective,.
Fin 2013, il est pressenti pour conduire une liste lors des élections municipales de 2014 à Marseille. Courtisé par le PS et EELV, il prend finalement la tête de la liste « Changer la donne » composée de membres du « Sursaut », un collectif comprenant des dissidents écologistes et des associations, et de personnalités issues de la société civile. Dans ce cadre, il réalise un clip, Changer la donne, où il exprime ses idées et son mécontentement vis-à-vis de la situation politique et sociale de Marseille. Ses listes terminent à la cinquième position (résultats globaux sur Marseille), avec 5,63 % des voix.
En 2015, il avait fait une déclaration qui avait surpris, affirmant comprendre qu'on pouvait ne pas être Charlie

### Ambassadeur paris sportifs
À partir de 2011, à la suite de l'ouverture du marché des paris en ligne en France, Pape Diouf intervient aussi aux côtés de Bernard Laporte et Claude Droussent pour L'Officiel des Paris en ligne (OPL) en tant qu'expert sur les paris sportifs pour le football, avec une chronique sportive régulière sur le sport et des pronostics sur les matchs.

### Mort
Après avoir contracté le Covid-19, Pape Diouf est hospitalisé à Dakar au Sénégal, à l'hôpital Fann, spécialisé dans les maladies infectieuses et tropicales et placé sous assistance respiratoire. Son état se dégrade, empêchant son transfert prévu par avion sanitaire vers Nice. Il meurt le soir du 31 mars 2020 à l'âge de 68 ans,,,. Il est inhumé le lendemain au cimetière musulman de Yoff.

## Décoration
- Chevalier de la Légion d'honneur (décret du 13 juillet 2012)[28]

## Hommage
Un an après sa mort le quotidien régional La Marseillaise lance un appel pour que la station de métro Rond-point du Prado, proche du stade Vélodrome, prenne son nom.

## Publications
- De but en blanc, Paris, Éditions Hachette Littératures, 2009, 237 p. (ISBN 978-2-01-237811-7).
- C'est bien plus qu'un jeu, Éditions Grasset, 2013, 312 p. (ISBN 978-2-246-80610-3, lire en ligne).